# San José Buenavista Tercero
San José Buenavista Tercero är en ort i Mexiko.   Den ligger i kommunen Pantelhó och delstaten Chiapas, i den sydöstra delen av landet, 800 km öster om huvudstaden Mexico City. San José Buenavista Tercero ligger 1 046 meter över havet och antalet invånare är 231.
Terrängen runt San José Buenavista Tercero är kuperad åt sydväst, men åt nordost är den bergig. Runt San José Buenavista Tercero är det ganska tätbefolkat, med 96 invånare per kvadratkilometer. Närmaste större samhälle är Pantelhó, 6,5 km sydost om San José Buenavista Tercero. Omgivningarna runt San José Buenavista Tercero är en mosaik av jordbruksmark och naturlig växtlighet.